# Conflitto basco
Il conflitto basco fu un conflitto armato avvenuto in Spagna e Francia dal 1968 fino al 2011 tra il governo spagnolo, i gruppi indipendentisti baschi e i gruppi paramilitari composti da neo-fascisti anti-indipendentismo.

## Storia

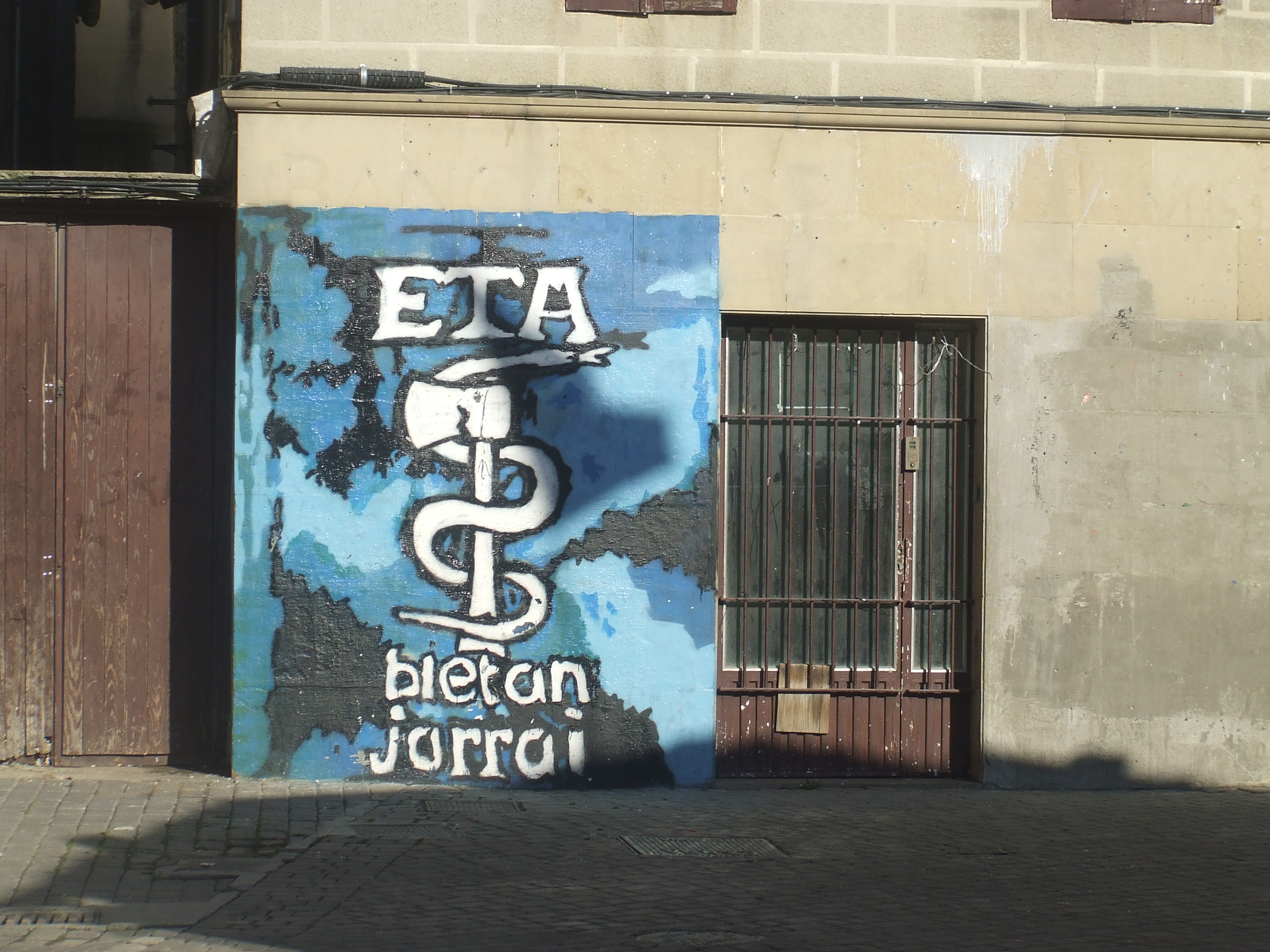
Acronimo di ETA ad Altsasu, comune della comunità autonoma di Navarra

Il Paese basco si affaccia sul Golfo di Biscaglia e si estende per 20 664 km² tra la Spagna e la Francia, a cavallo dei Pirenei. È composto dalle sette regioni indicate da Sabino Arana come le regioni storiche che hanno sempre parlato la lingua basca. Nella parte spagnola sono la Comunità autonoma dei Paesi Baschi (formata dalle province di Biscaglia o Bizkaia, Álava o Araba e Gipuzkoa e la Navarra o Nafarroa), mentre nella parte francese sono Lapurdi, Nafarroa Beherea e Zuberoa (che, assieme alla regione storica del Béarn, compongono parte del dipartimento francese dei Pirenei Atlantici). Le vere radici del popolo basco sono tuttora in parte ignote. Da alcuni studi effettuati sulle caratteristiche fisiche dei baschi si è riscontrata un'affinità con gli uomini di Cromagnon che abitavano i Pirenei centro-occidentali nel neolitico.
I baschi nel corso della storia subirono diversi tentativi di conquista da parte di diversi popoli, ovvero dai Romani, dai Visigoti e dai Franchi, ma grazie al territorio poco fertile e di difficile accesso l'Euskal Herria sarebbe rimasta indipendente. Nel 1512, il Regno di Navarra fu conquistato dai castigliani ma i baschi mantennero comunque buona parte della loro autonomia attraverso i fueros, leggi storiche delle città basche, alle quali le nazioni sovrane dovevano rispetto e obbedienza. Il 21 luglio 1876, però, fu introdotta una legge che riconosceva tutti i sudditi della corona spagnola come cittadini spagnoli e niente altro, per cui, oltre ad altre cose, furono aboliti i fueros, dando l'impressione che il processo di assimilazione dei baschi alla Spagna fosse ormai completato.
Nel 1895 ci fu la svolta verso la situazione moderna del Paese basco. Sabino Arana Goiri (disegnatore, tra l'altro, dell'Ikurrina, la bandiera basca) fondò il PNV (Partido Nacionalista Vasco ovvero Partito Nazionalista Basco) con il quale auspicava di avere una voce nel parlamento di Madrid e poter esporre la questione basca. Fu proprio il personaggio di Sabino Arana ad esser stato un'ispirazione per i nazionalisti baschi, soprattutto per l'Euskadi Ta Askatasuna ( in lingua basca, Paese basco e libertà, ETA). L'ETA fu un'organizzazione terroristica d'ispirazione marxista-leninista fondata nel 1958 come un'associazione studentesca per difendere e supportare il nazionalismo basco. Durante la Dittatura franchista, l'ETA fu considerata un'organizzazione di resistenza finalizzata a contrastare il governo franchista. In questo periodo avvenne il primo attentato rivendicato dall'ETA. Il 7 giugno 1968, l'ETA uccide la guardia civile José Pardines. Il 2 agosto dello stesso anno viene ucciso dall'ETA Melitón Manzanas, poliziotto spagnolo che durante la dittatura franchista si distinse per l'impegno a sradicare ogni forma d'opposizione al regime. La sua uccisione portò Francisco Franco a dichiarare lo stato d'emergenza in tutta la provincia di Gipuzkoa, provocando diverse proteste in tutta la Spagna. 6 membri dell'organizzazione furono condannati a morte per l'attentato a Manzanas ma a causa delle pressioni internazionali tra cui quelle di Papa Paolo VI, Francisco Franco si trovò costretto a graziare i 6 membri dell'organizzazione e di condannarli all'ergastolo. Fra tutti, l'attentato più famoso attuato dall'ETA fu la cosiddetta Operación Ogro (in basco Ogro operazioa), o Operazione Orco, in cui membri dell'ETA, utilizzando 100 kg di dinamite, fecero saltare in aria l'auto del capo del Governo Luis Carrero Blanco nel centro di Madrid, ci furono 3 morti in totale e la potenza dell'esplosione fu tale da far sbalzare il veicolo a oltre 30 metri d'altezza facendolo atterrare su un edificio di 5 piani. Da quell'evento, l'ETA iniziò a commettere più frequentemente attentati. 13 settembre 1974, dodici persone vengono uccise nell'esplosione di una bomba alla caffetteria "Rolando" a Madrid, dopo questo attacco l'ETA subì una scissione interna dividendosi in una frangia militare favorevole alle uccisioni mirate. Dicembre dello stesso anno, un commando armato dell'ETA fa irruzione al Banco de Bilbao e ruba 6 milioni di pesetas, ad oggi circa 1 milione di euro.
Dopo la morte del dittatore Francisco Franco nel 1975, con la transizione democratica fu concessa un'amnistia ai membri dell'organizzazione, che però non servì a fermare la spirale di violenza.
Il 4 ottobre 1976 l'ETA uccide, a San Sebastian, Juan Maria de Araluce y Villar, consigliere del Regno. L'8 ottobre del 1976, l'ETA uccide Augusto Unceta Barrenechea, il presidente dell'assemblea provinciale di Biscaglia, viene ucciso dall'ETA insieme ai due uomini di scorta. Nel 1978 viene fondato Herri Batasuna, il partito nazionalista, considerato il braccio politico dell'organizzazione separatista. All'avvento del golpe dell'81, i golpisti della Guardia Civil guidati dal generale Jaime Milans del Bosch e dal colonnello Antonio Tejero Molina, sfruttarono gli attentati dell'ETA come un pretesto per i supporti publici.
Il 28 luglio 1979, una serie di esplosioni architettate dall'ETA colpiscono alcuni obiettivi in Spagna, ovvero l'aeroporto di Madrid-Barajas, la stazione ferroviaria di Chamartin, nella periferia settentrionale di Madrid, e la stazione di Atocha nel centro della capitale. Le esplosioni provocano 7 morti e un centinaio di feriti.
15 ottobre 1983, viene fondato il GAL (in lingua spagnola, Grupos Antiterroristas de Liberación, Gruppo Antiterrorista di Liberazione) , gruppo paramilitare d'ispirazione neofascista, per contrastare l'ETA. Nello stesso anno, il gruppo rapisce, tortura e uccide José Antonio Lasa e José Ignacio Zabala.
Il 12 aprile 1985 esplode una bomba in un ristorante di Torrejón de Ardoz, l'"El Descanso", provocando 17 morti e 82 feriti; il ristorante era molto frequentato dal personale statunitense della vicina base aerea. L'attentato viene rivendicato non solo dall'ETA ma anche dalla Jihād islamica. Il 25 settembre del 1985, il gruppo GAL compie un attentato terroristico contro presunti membri dell'ETA, in seguito accertato fossero semplici civili, in un Hotel in Francia, furono uccise 4 persone e una rimase ferita.
Il 14 luglio 1986 un'autobomba esplode in piazza della Repubblica Dominicana, a Madrid, uccidendo 12 agenti della Guardia Civil. Il 19 giugno 1987 un'autobomba esplode nel sotterraneo di un grande magazzino del centro commerciale Hipercor (parte de El Corte Inglés), a Barcellona, provocando 21 morti e 45 feriti. In occasione di questo attentato l'ETA diramò un comunicato in cui affermava che «si è trattato di un errore». Meno di 6 mesi dopo, a Saragozza, un'autobomba davanti ad un palazzo della Guardia Civil uccide 11 persone, ferendone altre 40, attentato rivendicato dall'ETA.
Il 7 maggio 2000, José Luis López de la Calle, giornalista spagnolo, viene ucciso dall'ETA. Il 30 ottobre dello stesso anno, l'ETA uccide il giudice Francisco Querol Lombardero attraverso un'autobomba. Un mese dopo, Ernest Lluc, ex-ministro, viene ucciso dall'ETA. In seguito alla serie di attentati e uccisioni, l'ETA finì nella lista delle organizzazioni terroristiche degli Stati Uniti. Il 30 dicembre 2006, nell'aeroporto di Madrid-Barajas, un'autobomba innescata dall'ETA esplode e uccide due persone e altre 52 rimangono ferite.
Tra gli anni '90 e 2000, l'ETA si rese protagonista di azioni mafiose, diversi sequestri e l'applicazione a diverse attività del pizzo alle quali estorceva denaro con il quale si autofinanziava.
In seguito alla serie di arresti e condanne di diversi membri dell'organizzazione, l'ETA rispose con diversi attentati tra il 2008 e il 2009. In seguito all'arresto degli ultimi due leader del gruppo, l'ETA proclamò nel 2011 la fine della lotta armata e nel 2018 il gruppo fu sciolto definitivamente. L'ETA in tutta la sua storia ha ucciso un totale di 829 persone tra civili, militari e membri di gruppi paramilitari e neo-fascisti.

## Influenza culturale
- Ogro[19] (1979), sull'uccisione di Luis Carrero Blanco
- La Fuga de Segovia (1981), prigionieri dell'ETA fuggono dalla prigione di Segovia
- Yoyes (2000), sull'uccisione di María Dolores Katarain
- Assassinio del febbraio (2001), sull'uccisione del politico basco Fernando Buesa e delle sue due guardie del corpo
- La pelota vasca (2003), intervista sulle politiche del nazionalismo basco. Comprende testimonianze di vittime e parenti di prigionieri dell'ETA.
- Lobo (2004), basato sulla vita dell'agente segreto Mikel Lejarza
- LA SFIDA: L'ETA - Stagione 1 (2020), documentario in 8 episodi.

### In lingua italiana
- Forest Eva "Agirre Julen", Operazione Ogro: come e perché abbiamo giustiziato Carrero Blanco, Roma, Alfani, 1975
- Alfonso Botti. La questione basca. Dalle origini allo scioglimento di Batasuna. Milano, Bruno Mondadori, 2003
- Bruni Luigi, Storia dell'ETA, Milano, Tranchida, 1990
- Giovanni Lagonegro. Storia politica di Euskadi Ta Askatasuna e dei Paesi Baschi. Ed. L'altra storia Tranchida, 2005
- Sergio Salvi, Le nazioni proibite, Vallecchi Firenze 1973
- Savater Fernando, Il mito nazionalista, Genova, Il melangolo, 1998
- Savater Fernando, Contro le patrie, Milano, Eleuthera, 1999
- Fabrizio Simula. Il labirinto basco. Prospettiva Editrice, 2005

### In lingua spagnola
- AA VV, Razones contra la violencia: por la convivencia democrática en el País Vasco v. <1-3> Bilbao, Bakeaz, [1998]-1999
- Allieres Jacques, Les Basques Paris, Presses universitaires de France, 1986
- Aguirre Rafael, El túnel vasco: (democracia, iglesia y nacionalismo) Alegia (Gipuzkoa) Oria, 1998
- Bilbao Jon Eusko-Bibliographia: Diccionario de bibliografia vasca: 1976-1980, Bilbao, Servicio editorial Universidad del País Vasco, 1985-1987
- Bordes Solanas Montserrat, El terrorismo: una lectura analítica, Barcelona, Bellaterra, 2000
- Burgo, Jaime Ignacio del, Soñando con la paz: violencia terrorista y nacionalismo vasco, Madrid, Temas de Hoy, 1994
- Copa, Vicente País Vasco: crónicas de un analista político Bilbao, El Correo Español-El Pueblo Vasco, 1989
- Domínguez Iribarren, Florencio, ETA: estrategia organizativa y actuaciones 1978 1992, Bilbao, Universidad del País Vasco, Servicio Editorial/Euskal Herriko Unibertsitatea, Argitalpen Zerbitzua 1998
- Elorza Antonio (Coordinador), La Historia de Eta, Madrid, Temas de Hoy 2000
- Equipo Cinco, Las víctimas del post-franquismo: 55 muertos, balance trágico de un año de terror, Madrid Sedmay, 1977
- Equipo "D" La década del terror 1973-1983 Madrid, Dyrsa, 1984
- Fontes Ignacio, Menéndez Manuel Ángel, La prensa frente a ETA: Miguel Ángel Blanco (1968-1997), in memoriam Madrid, Fundación Pro-Derechos
- Francés Sayas, Pedro José Una solución al conflicto vasco: el espacio de decisión Barañain, P.J. Francés, 2000
- Humanos Miguel Ángel Blanco, 1999
- Juaristi Jon, El bucle melancolico: historia de nacionalistas vascos Madrid, Espasa Calpe, 1997
- Ibarra Guel Pedro La evolucion estrategica de Eta, de la 'Guerra Revolucionaria', 1963 a la negociacion, 1987. San Sebastian, Kriselu, 1987.
- Ioyer Barbara Geopolitique du Pays basque: nations et nationalismes en Espagne Paris, L'Harmattan, 1997.
- Martín Beristain, Carlos Violencia, Apoyo a las víctimas y reconstrucción social: experiencias internacionales y el desafío vasco = Kalteak zuzendu eta biktimei lagundu: beste herrialdetako esperientziak eta euskal kasuan eduki ditzakeen aplikazioak Madrid Fundamentos, 2000
- Morales José Luis; Toda Teresa; Imaz, Miren, La Trama del G.A.L. Madrid, Revolución, 1988
- Morán Blanco Sagrario ETA entre España y Francia Madrid, Editorial Complutense, 1997
- Muñoz Alonso, Alejandro, El terrorismo en España Barcelona Círculo de Lectores 1982
- Ollora Juan María Una vía hacia la paz Donostia, Erein, 1996
- Piñuel, José Luis El terrorismo en la transición española, 1972-1982 Madrid Fundamentos, 1986
- Presidencia del Gobierno Acuerdo para la normalización y pacificación de Euskadi: 12 de enero de 1988
- Reinares Nestares, Fernando Terrorismo y antiterrorismo Barcelona, Paidós Ibérica, 1998 Salvi
- Unzueta, Patxo El terrorismo: ETA y el problema vasco Barcelona: Destino, 1997

### In lingua francese
- Cassan, Patrick, Le pouvoir français et la question basque (1981-1993) Paris; Montréal: l'Harmattan, 1997

### In lingua inglese
- Clark P. Robert, The Basque Insurgents Eta, 1952-1980 Madison, The University of Wisconsin Press, 1984
- Moxon-Browne. Edward, Spain and the ETA. the bid for Basque autonomy London. Centre for Security and Conflict Studies. 1987